# Maurice Callot (1921)
Pour les articles homonymes, voir Maurice Callot.
Le Maurice Callot était un sous-marin mouilleur de mines océanique français de l’entre-deux-guerres. Il a été lancé le 26 mars 1921 aux Forges et chantiers de la Gironde à Bordeaux, et achevé en 1922. Il sert dans la Marine nationale française jusqu’en 1936.

## Conception
Le Maurice Callot a été commandé sur la base du programme d’expansion de la flotte française de 1917. C’était le premier sous-marin mouilleur de mines conçu et construit en France.
Le Maurice Callot était un sous-marin océanique à double coque. Sa longueur totale était de 75,5 mètres, sa largeur de 6,7 mètres et son tirant d'eau de 3,57 mètres,. Son déplacement en surface était de 931 tonnes, et sous l’eau de 1298 tonnes,. Le navire était propulsé à la surface par deux moteurs Diesel Schneider à deux temps d’une puissance totale de 2900 ch,. La propulsion sous-marine était assurée par deux moteurs électriques d’une puissance totale de 1640 ch. Le système de propulsion à deux hélices permettait d’atteindre une vitesse de 16,5 nœuds en surface et de 10,5 nœuds en immersion,,. Le rayon d'action était de 2800 milles marins à 11 nœuds en surface et de 118 milles à 5 nœuds sous l’eau.
L’armement principal du navire était constitué de 27 mines, initialement placées à l’intérieur de la coque rigide (système Maxime Laubeuf). L’armement était complété par six tubes lance-torpilles de 450 mm (quatre internes à la proue et deux à la poupe), avec un approvisionnement total de 8 torpilles, et un canon de pont de calibre 75 mm,. L’équipage du navire était composé de 3 officiers et de 45 officiers mariniers et matelots.

## Construction et service
Le Maurice Callot a été construit au chantier naval des Forges et chantiers de la Gironde à Bordeaux,. Sa quille est posée en mai 1917, il est lancé le 26 mars 1921, et achevé en 1922. Le navire a été nommé en l’honneur du commandant du sous-marin français Pluviôse, Maurice Callot, qui est mort en 1910 dans son naufrage. Le navire n’a pas reçu de numéro de coque.
Pendant son service, le système de mouillage de mines du navire a été modifié : le système d’immobilisation des mines Laubeuf a été remplacé par le système Fernand Fenaux, dans lequel les mines étaient stockées dans des puits placés dans des réservoirs de ballast externes, avec un mécanisme de libération directe,. Il été retiré du service en 1936 et a été rayé de la liste de la marine,.